# Ирена од Брунсвика
Ирена од Брунсвика, рођена као Аделаида, (грчки: Ειρηνη; око 1293 – 16/17. август 1324. године), била је прва жена цара Андроника III Палеолога, а удајом византијска царица, иако је умрла пре него што је њен муж постао једини цар.

## Биографија
Била је ћерка Хенрика I, војводе од Брунсвик-Лунебурга и Агнезе од Мејсена.
У марту 1318. године, удала се за Андроника Палеолога. Био је најстарији син цара Михаила IX Палеолога и царице Рите - Марије Хетумид од Јерменије. Њен свекар је у то време био цар - савладар са својим оцем, царем Андроником II Палеологом. Удајом је прихватила Православну веру и узела је име Ирена. Добили су сина (јун 1320. – фебруар 1322. године).
Умрла је у Редесту током грађанског рата између цара Андроника II и Андроника III од 1321. до 1328. године. Њен муж је заузео престо за време његовог трајања, чиме је постала царица супарничког цара. Њен муж се након њене смрти ожени Аном Савојском.